# Superficie di Bézier
Una superficie di Bézier è una specie di spline matematica usata nella computer grafica, nel CAD, e nel metodo degli elementi finiti. Come una curva di Bézier, una superficie di Bézier è definita da un set di punti di controllo.
Simile all'interpolazione in molti aspetti, una differenza chiave sta nel fatto che la superficie, in generale, non passa attraverso i punti di controllo centrali; piuttosto, essa viene "strizzata" verso di loro come se ognuno avesse una forza attrattiva. Queste superfici sono visualmente intuitive, e per molte applicazioni, matematicamente convenienti.

## Storia
Le superfici di Bézier furono descritte per la prima volta nel 1962 dall'ingegnere francese Pierre Bézier, che le utilizzò per progettare carrozzerie di automobile. Le superfici di Bézier possono essere di qualunque grado, ma quelle bicubiche generalmente forniscono abbastanza gradi di libertà per la maggior parte delle applicazioni.

## Equazione

Esempio di superficie di Bézier; rosso = punti di controllo, blu = griglia di controllo, nero = approssimazione della superficie

Una superficie di Bézier di grado (n, m) è definita da un insieme di (n + 1)(m + 1) punti di controllo ki,j. Essa mappa il quadrato unitario in una superficie liscia-continua incorporata entro uno spazio della stessa dimensione { ki,j }. Per esempio, se k sono tutti i punti in uno spazio a quattro dimensioni, allora la superficie si troverà entro uno spazio a quattro dimensioni.
Una superficie di Bézier bidimensionale può essere definita come una superficie parametrica dove la posizione di un punto p, come funzione di coordinate parametriche u, v è data da:
{\displaystyle \mathbf {p} (u,v)=\sum _{i=0}^{n}\sum _{j=0}^{m}B_{i}^{n}(u)\;B_{j}^{m}(v)\;\mathbf {k} _{i,j}}
considerata sul quadrato unitario, dove
{\displaystyle B_{i}^{n}(u)={n \choose i}\;u^{i}(1-u)^{n-i}}
è un polinomio di Bernstein, e
{\displaystyle {n \choose i}={\frac {n!}{i!(n-i)!}}}
è il coefficiente binomiale.
Alcune proprietà delle superfici di Bézier sono:
- Una superficie di Bézier si trasformerà allo stesso modo dei propri punti di controllo sotto ogni trasformazione lineare e traslazione.
- Tutte le linee u = costante e v = costante,nello spazio (u, v), e, in particolare, tutti e quattro gli spigoli del quadrato unitario deformato (u, v), sono curve di Bézier.
- Una superficie di Bézier giacerà completamente entro l'inviluppo convesso dei propri punti di controllo, e perciò anche entro la bounding box degli stessi, in un qualunque sistema di riferimento cartesiano.
- I punti nella patch corrispondenti agli angoli del quadrato unitario deformato, coincidono con quattro dei punti di controllo.
- Comunque, una superficie di Bézier generalmente, non passa attraverso i suoi altri punti di controllo.

Generalmente, le superfici di Bézier vengono comunemente utilizzate come reti di patch bicubiche (dove m = n = 3). La geometria di una singola patch bicubica è così completamente definita da un set di 16 punti di controllo. Questi sono tipicamente connessi per formare una superficie B-spline in un modo simile a come le curve di Bézier sono connesse alle curve B-spline.
Superfici di Bézier più semplici, sono formate da patch biquadratiche (m = n = 2), o triangoli di Bézier.

## Le superfici di Bézier nella computer grafica

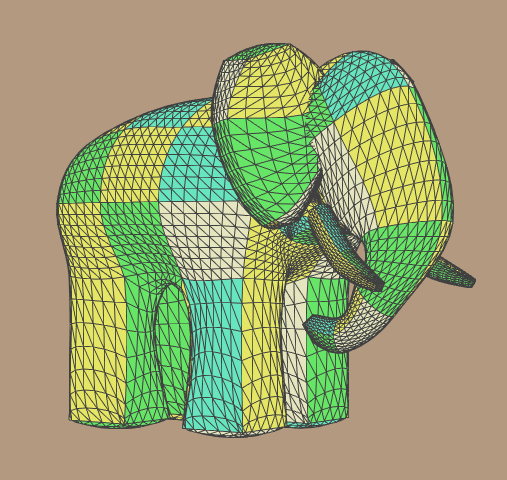
Il modello "Gumbo" di Ed Catmull, composto da patch

Le mesh fatte di patch (toppe) di Bézier sono superiori alle mesh fatte di triangoli, come rappresentazione di superfici lisce. Esse richiedono meno punti (quindi meno memoria) per rappresentare superfici curve, sono più facili da manipolare, e hanno migliori proprietà di continuità. Inoltre, altre comuni superfici parametriche come sfere e cilindri possono essere ben approssimate per relativamente pochi numeri di patch cubiche di Bézier.
Tuttavia, le mesh fatte di patch di Bézier sono difficili da renderizzare direttamente. Un problema con le patch di Bézier è che calcolare le loro intersezioni con le linee è difficile, rendendole problematiche per il puro ray tracing o altre tecniche geometriche dirette che non usano la suddivisione o tecniche di approssimazione successive. Esse sono anche difficili da combinare direttamente con algoritmi di proiezione prospettica.
Per questa ragione, le mesh fatte di patch di Bézier sono in generale eventualmente decomposte in mesh di triangoli piatti da rendering pipelines 3D. In rendering di alta qualità, la suddivisione è regolata da essere così accurata che i bordi dei triangoli individuali non può essere vista. Per evitare un aspetto "gocciolante", il dettaglio raffinato è spesso applicato alle superfici di Bézier in questo passo, usando texture maps, bump maps e altre tecniche pixel shader.
Una patch di Bézier di grado (m, n) potrebbe essere costruita da due triangoli di Bézier di grado m + n, o da un singolo triangolo di Bézier di grado m + n, con il dominio di input come quadrato invece che triangolo.
Un triangolo di Bézier di grado m potrebbe essere anche costruito da una superficie di Bézier di grado (m, m), con i punti di controllo tali che uno spigolo sia schiacciato verso un punto, o con il dominio di input come triangolo invece che quadrato.